# Idía
En la mitología griega, Idía (en griego antiguo: Ἰδυῖα, en latín: Idyia) es la esposa de Eetes, rey de la Cólquide, y la madre de Medea. Es una de las oceánides y, por lo tanto, hija de Océano y Tetis.
En la Teogonía se describe su matrimonio, a saber: 

«Eetes, hijo de Helios, que ilumina a los mortales, se casó con una hija de Océano, río perfecto, por decisión de los dioses, con Idía de hermosas mejillas. Esta parió a Medea de bellos tobillos sometida a su abrazo por mediación de la dorada Afrodita».
Hesíodo: Teogonía, 958 ss.

Higino, en cambio, llama a la esposa de Eetes como Clitia, de nuevo otra oceánide.
Apolonio de Rodas cuenta que Eetes primero se habría desposado con una ninfa del Cáucaso llamada Asterodea, quien le dio a Apsirto, y que, además, Idía se cuenta entre las más jóvenes de todas las oceánides. Tzetzes cree que tanto Medea como Apsirto nacieron de Eetes e Idía.
La única participación activa de Idía nos la narra Valerio Flaco. Una vez que Medea hubo huido en la nave Argo con Jasón, Idía, con las manos extendidas, y en compañía de Calcíope y el resto de doncellas que cuidaban a Medea, profirió en lamentos para que su hija Medea volviese a su hogar, ya que su destino era desposarse con un príncipe albanés, no con un esónida como Jasón.